# Porter (pivo)

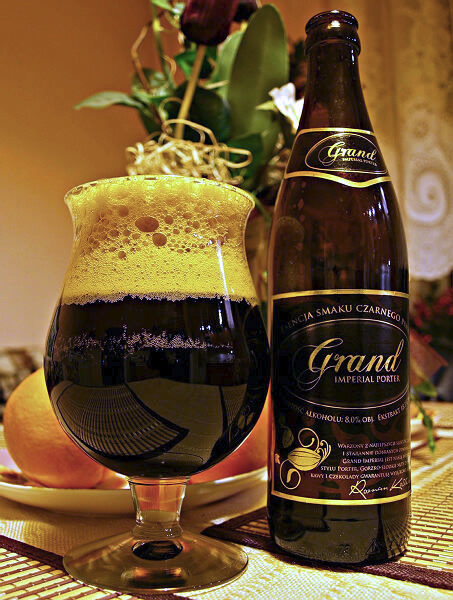
Grand Imperial porter

Porter je tmavé a silné chmelové pivo s příchutí sladu, které se od 18. století vařilo zejména v Anglii, v Prusku a v pobaltských zemích. V Anglii znamená velmi tmavé pivo se spodním kvašením a s 5% objemovým podílem alkoholu, v Německu silnější, se 7–9 % alkoholu. Také v Polsku a pobaltských zemích má větší obsah alkoholu.
V Čechách začal porter vařit pardubický sládek A. Šimonek roku 1890 a pardubický pivovar Pernštejn opět vaří 19° porter podle původního receptu.